# Однажды в сказке (сезон 6)
Шестой сезон американского драматического телесериала «Однажды в сказке». В США премьера сезона состоялась на телеканале ABC 25 сентября 2016 года.

## Сюжет

### Часть 1 (10 эпизодов)
«Королева вернулась…»
Когда похоже, что Сторибрук может наслаждаться спокойствием, ему снова угрожают темные силы. Зловещий мистер Хайд, теперь разъединенный с доктором Джекиллом, прибыл и привел всех своих соплеменников из Края нерассказанных историй. Хуже того, темная половина Реджины, Злая Королева, продолжает существовать, даже несмотря на то, что её сердце разбито. Она объявила войну героям и разделила Белоснежку и Дэвида, наложив спящее проклятие на их разделенное сердце. 
Тем временем Эмма раскрывает секрет о роли Спасителя, и это меняет её жизнь навсегда, а Румпельштильцхен снова пытается завоевать Белль, чтобы они могли стать семьей для своего будущего ребенка. 

### Часть 2 (12 эпизодов)
«Свет, ставший тьмой…»
Позже Черная Фея, мать Румпельштильцхена, похищает своего внука Гидеона, что еще больше осложняет жизнь жителей Сторибрука. Потом он прибывает уже взрослым человеком, и как выясняется, именно ему суждено убить Спасительницу. А Эмма, Реджина и альтернативная версия Робина Гуда возвращаются в Сторибрук.
События приводят к Черной Фее, которая контролирует Гидеона его сердцем. Появившись в городе, она начинает войну между светом и мраком, что в конечном счете ведет к Финальной битве.

## В ролях

### Основной состав
- Джиннифер Гудвин — Белоснежка/Мэри Маргарет Бланшар (21 эпизод)
- Дженнифер Моррисон — Эмма Свон/Спасительница  (22 эпизода)
- Лана Паррия — Злая королева/Реджина Миллс (22 эпизода) | Злая королева (13 эпизодов)
- Джошуа Даллас — Прекрасный Принц/Дэвид Нолан (18 эпизодов)
- Эмили де Рэвин — Белль / Лэйси Френч (16 эпизодов)
- Колин О’Донохью — Капитан Киллиан «Крюк» Джонс (22 эпизода)
- Джаред Гилмор — Генри Миллс/Сказочник (20 эпизодов)
- Ребекка Мэйдер — Зелина/Злая ведьма Запада (17 эпизодов)
- Роберт Карлайл — Румпельштильцхен/Мистер Голд (19 эпизодов)

### Второстепенный состав
- Джайлс Мэтти — Морфей / Гидеон (13 эпизодов)
- Дениз Акдениз — Аладдин (9 эпизодов)
- Карен Дэвид — Принцесса Жасмин (9 эпизодов)
- Беверли Эллиотт — Вдова Лукас/Бабушка (9 эпизодов)
- Рафаэль Сбардж — Говорящий Сверчок/Доктор Арчи Хоппер (9 эпизодов)
- Джейми Мюррей — Чёрная фея / Фиона (9 эпизодов)
- Ли Аренберг — Мечтатель/Ворчун/Лерой (7 эпизодов)
- Киган Коннор Трейси — Голубая Фея/Мать-Настоятельница (7 эпизодов)
- Шон Магуайр — Альтернативный Робин Гуд / Робин из Локсли (6 эпизодов)
- Гейб Наут — Чихун/Том Кларк (5 эпизодов)
- Дэвид-Пол Гроув — Умник (4 эпизода)
- Фаустино Ди Бауда — Соня/Уолтер (4 эпизода)
- Хэнк Харрис — Доктор Джекил (3 эпизода)
- Сэм Уитвер — Мистер Хайд / Смотритель (3 эпизода)
- Одед Фер — Джафар (3 эпизода)
- Маккенна Грейс — Молодая Эмма Свон (3 эпизода)
- Фаран Таир — Капитан Немо (3 эпизода)
- Оливия Стил Фалконер — Вайолет (3 эпизода)
- Сара Томко — Тигровая Лилия / Красная фея (3 эпизода)
- Ингрид Торранс — Медсестра Рэтчед (3 эпизода)
- Джордин Эшли Олсон — Оракул (3 эпизода)
- Эндрю Дж. Уэст — взрослый Генри Миллс (2 эпизода)
- Элисон Фернандес — Люси Видрио  (Миллс) (2 эпизода)
- Миг Макарио — Скромник (2 эпизода)
- Эйон Бэйли — Пиноккио/Август Уэйн Бут (2 эпизода)
- Тони Амендола — Джеппетто/Марко (2 эпизода)
- Уилл Трэвэл — Шериф Ноттингема/Кит (2 эпизода)
- Майкл Колман — Весельчак (1 эпизод)
- Дэвид Андерс — Доктор Виктор Франкенштейн/Доктор Вэйл (1 эпизод)
- Алан Дэйл — Король Джордж/Альберт Спенсер (1 эпизод)
- Патрик Фишлер — Исаак Хеллер/Автор/Коробейник (1 эпизод)
- Ци Ма — Дракон (1 эпизод)
- Роуз Макайвер — Динь-Динь / Зелёная фея (1 эпизод)
- Тони Перес — Принц Генри (1 эпизод)
- Габриэль Роуз — Рут (1 эпизод)
- Джоанна Гарсиа-Свишер — Ариэль/Русалочка (1 эпизод)
- Кристофер Готье — Уильям Сми (1 эпизод)
- Джанкарло Эспозито — Сидни Гласс/Волшебное Зеркало/Джинн из Аграбы (1 эпизод)
- Чарльз Межер — Чёрная Борода (1 эпизод)

### Приглашённые актёры
- Крейг Хорнер — Эдмон Дантес/Граф Монте-Кристо (1 эпизод)
- Андреа Брукс — Шарлотта (1 эпизод)
- Лиза Бейнс — Леди Тремейн (1 эпизод)
- Джессика Шрэм — Золушка/Эшли Бойд (1 эпизод)
- Тим Филлипс — Принц Томас/Шон Герман (1 эпизод)
- Мекенна Мелвин — Анастасия Тремейн (1 эпизод)
- Голди Хоффман — Тизбе Тремейн (1 эпизод)
- Макс Ллойд-Джонс — Джейкоб (1 эпизод)
- Джарод Джозеф — Гас/Билли (1 эпизод)
- Джонни Койн — Доктор Артур Лидгейт (1 эпизод)
- Элизабет Блэкмор — Мэри Лидгейт (1 эпизод)
- Седрик Де Суза — Султан (2 эпизода)
- Ник Эверсман — Лиам Джонс II (2 эпизода)
- Пол Йоханссон — Дровосек/Габриэль (1 эпизод)
- Джофф Густавсон — Стилти (1 эпизод)
- Дэвид Кьюбитт — Роберт/отец Дэвида (1 эпизод)
- Тара Уилсон — молодая Рут (1 эпизод)
- Люк Росслер — юный Дэвид/юный Джеймс (1 эпизод)
- Торстен Бьорклунд — Беовульф (1 эпизод)
- Гил МакКинни — Принц Эрик (1 эпизод))
- Алекс Десерт — Станум/Железный дровосек (1 эпизод)
- Изабелла Блейк-Томас — Юная Зелина (1 эпизод)
- Стивен Лорд — Малкольм/отец Румпельштильцхена/взрослый Питер Пэн (1 эпизод)

## Эпизоды
| № общий | № в сезоне | Название                                           | Режиссёр                  | Автор сценария                   | Дата премьеры    | Зрители в США (млн) |
| --- | ---------- | -------------------------------------------------- | ------------------------- | -------------------------------- | ---------------- | ------------------- |
| 113 | 1          | «The Savior» «Спаситель»                           | Эгиль Эгилссон            | Эдвард Китсис и Адам Хоровиц     | 25 сентября 2016 | 3,99                |
| В прошлом Джафар конфликтует с Аладдином. В настоящем прибывают беженцы из Страны нерассказанных историй. Хайд рассказывает, что Голд подарил ему Сторибрук, а в это время тот пытается освободить Белль от сонного заклятия. |            |                                                    |                           |                                  |                  |                     |
| 114 | 2          | «A Bitter Draught» «Горький осадок»                | Рон Андервуд              | Эндрю Чамблис и Дана Хорган      | 2 октября 2016   | 3,72                |
| Человек, которого Реджина наняла, чтобы убить Прекрасных, находится среди беженцев из Страны нерассказанных историй и готов выполнить своё задание. Между тем Эмма рассказывает о своём видении Арчи, а Злая Королева запускает в действие свой план. |            |                                                    |                           |                                  |                  |                     |
| 115 | 3          | «The Other Shoe» «Другая туфелька»                 | Стив Перлман              | Джейн Эспенсон и Джером Шварц    | 9 октября 2016   | 4,11                |
| Эшли пытается найти свою сводную сестру, чтобы загладить вину. В это время Эмма размышляет о том, есть ли будущее у её отношений с Крюком… и есть ли вообще у неё будущее. |            |                                                    |                           |                                  |                  |                     |
| 116 | 4          | «Strange Case» «Странный случай»                   | Олрик Райли               | Дэвид Х. Гудмен и Нельсон Солер  | 16 октября 2016  | 3,53                |
| Голд арестовывает Белль на борту «Весёлого Роджера», заявляя, что хочет обеспечить её безопасность. В это время Хайд решает доказать, что не он виновник произошедшего, тогда как в прошлом Румпельштильцхен предлагает свою помощь Джекиллу в усовершенствовании его зелья. |            |                                                    |                           |                                  |                  |                     |
| 117 | 5          | «Street Rats» «Уличные крысы»                      | Норман Бакли              | Эдвард Китсис и Адам Хоровиц     | 23 октября 2016  | 3,40                |
| Из-за козней Злой Королевы Эмма вынуждена рассказать семье правду о своих видениях. Когда она ищет вора, пытающегося украсть Неогранённый Алмаз из Пещеры Чудес, ей открывается истинная история Аладдина и Жасмин. |            |                                                    |                           |                                  |                  |                     |
| 118 | 6          | «Dark Waters» «Тёмные воды»                        | Роберт Дункан             | Эндрю Чамблис и Бриджит Хэйлс    | 30 октября 2016  | 3,06                |
| Крюк и Генри попадают на Наутилус, где первый встречает людей из своего прошлого. |            |                                                    |                           |                                  |                  |                     |
| 119 | 7          | «Heartless» «Бессердечные»                         | Ральф Хемекер             | Джейн Эспенсон                   | 6 ноября 2016    | 3,56                |
| Злая Королева даёт чете Прекрасных двое суток на то, чтобы они согласились отдать ей свои сердца, или она уничтожит Сторибрук. В это время Дэвид понимает, что они с женой уже встречались в прошлом, не зная друг друга. |            |                                                    |                           |                                  |                  |                     |
| 120 | 8          | «I'll Be Your Mirror» «Я буду твоим зеркалом»      | Дженнифер Линч            | Джером Шварц и Ли Фонг           | 13 ноября 2016   | 3,40                |
| Эмма и Реджина строят планы схватить Королеву в пространстве за зеркалом, но всё оборачивается против них. |            |                                                    |                           |                                  |                  |                     |
| 121 | 9          | «Changelings» «Подменыши»                          | Мэйрзи Алмас              | Дэвид Х. Гудман и Брайан Ридингс | 27 ноября 2016   | 3,28                |
| Румпель использует сына крестьянина в качестве приманки; Злая Королева после разговора с Голдом принимает решение, меняющее её жизнь; Белль делает пожертвования, а Жасмин находит лампу, которую надеется использовать для спасения Аграбы. |            |                                                    |                           |                                  |                  |                     |
| 122 | 10         | «Wish You Were Here» «Хочу, чтоб ты был здесь»     | Рон Андервуд              | Эдвард Китсис и Адам Хоровиц     | 4 декабря 2016   | 3,27                |
| Злая Королева загадывает желание, которое создает Альтернативную реальность для Эммы Свон. Реджина отправляется за подругой, чтобы вернуть её. В Сторибрук приходит человек в капюшоне из сна Эммы. |            |                                                    |                           |                                  |                  |                     |
| 123 | 11         | «Tougher Than The Rest» «Выносливее остальных»     | Билли Гирхарт             | Эдвард Китсис и Адам Хоровиц     | 5 марта 2017     | 3,03                |
| Эмма обращается к Пиноккио с просьбой помочь ей и Реджине вернуться в свою реальность, однако сама Королева намерена выяснить, живётся ли новому Робин Гуду счастливее в альтернативной реальности без неё. |            |                                                    |                           |                                  |                  |                     |
| 124 | 12         | «Murder Most Foul» «Самое гнусное убийство»        | Морган Беггс              | Джейн Эспенсон и Джером Шварц    | 12 марта 2017    | 3,06                |
| Прежде чем сделать следующий шаг в отношениях с Эммой, Крюк хочет убедиться, что Дэвид видит в нём не просто пирата. Поэтому когда принц просит Киллиана раскрыть ему правду о смерти своего отца, тот соглашается. |            |                                                    |                           |                                  |                  |                     |
| 125 | 13         | «Ill-Boding Patterns» «Дурной пример»              | Рон Андервуд              | Эндрю Чамблис и Дана Хорган      | 19 марта 2017    | 2,71                |
| Голд пытается убедить Гидеона отказаться от его решения стать Спасителем. В это время Робин ищет союзника, чтобы убежать из Сторибрука, а Крюк намерен сделать предложение Эмме. |            |                                                    |                           |                                  |                  |                     |
| 126 | 14         | «Page 23» «Страница 23»                            | Кейт Вудс                 | Дэвид Х. Гудман и Бриджит Хэйлс  | 26 марта 2017    | 2,85                |
| Злая Королева приобретает Ножницы Судьбы, чтобы отделить себя от Реджины и убить своего двойника раз и навсегда. В это время Крюк размышляет о том, как сказать Эмме и её семье правду о смерти отца Дэвида. |            |                                                    |                           |                                  |                  |                     |
| 127 | 15         | «A Wondrous Place» «Чудесное место»                | Стив Перлман              | Джейн Эспенсон и Джером Шварц    | 2 апреля 2017    | 2,80                |
| Крюк пытается найти способ вернуться в Сторибрук и объединяется с Аладдином, Жасмин и Ариэль, чтобы победить Джафара и восстановить Аграбу. В это время Белоснежка и Реджина решают немного подбодрить Эмму, взяв её с собой в бар. |            |                                                    |                           |                                  |                  |                     |
| 128 | 16         | «Mother's Little Helper» «Маленький помощник мамы» | Билли Гирхарт             | Эдвард Китсис и Адам Хоровиц     | 9 апреля 2017    | 2,60                |
| Эмма соглашается помочь Гидеону победить Чёрную Фею, но обнаруживает, что не всё так просто, как казалось вначале. А Крюк играет в карты против Чёрной Бороды, чтобы вернуться в Сторибрук. |            |                                                    |                           |                                  |                  |                     |
| 129 | 17         | «Awake» «Пробуждение»                              | Шарат Раджу               | Эндрю Чамблис и Ли Фонг          | 16 апреля 2017   | 2,51                |
| Крюк находит неожиданного союзника в «Волшебной стране», который, возможно, поможет ему вернуться в Сторибрук. |            |                                                    |                           |                                  |                  |                     |
| 130 | 18         | «Where Bluebirds Fly» «Где летают синие птицы»     | Майкл Шульц               | Дэвид Х. Гудман и Бриджит Хэйлс  | 23 апреля 2017   | 2,69                |
| Зелина настаивает на том, чтобы атаковать Фею в одиночку, но это ещё более осложняет ситуацию. Чтобы исправить свою оплошность, она готова пожертвовать жизнью. В прошлом молодой дровосек по имени Станум был другом Великой Ведьмы и позднее даже просил её о помощи. |            |                                                    |                           |                                  |                  |                     |
| 131 | 19         | «The Black Fairy» «Чёрная Фея»                     | Олрик Райли               | Джером Шварц и Дана Хорган       | 30 апреля 2017   | 3,05                |
| В прошлом Фиона, мать Румпеля, узнав от его фей-крёстных о некоем предсказании относительно судьбы своего сына, делает всё, что в её силах, чтобы остановить наступление этих событий, в результате становится Чёрной Феей, предпочтя спасению миров безграничную власть. |            |                                                    |                           |                                  |                  |                     |
| 132 | 20         | «The Song In Your Heart» «Песня в твоём сердце»    | Рон Андервуд              | Дэвид Х. Гудман и Эндрю Чамблис  | 7 мая 2017       | 2,87                |
| В прошлом Снежка и Дэвид делают специальное заклинание, чтобы защитить Эмму, и в результате во всём сказочном королевстве вдруг раздаётся музыка, что приводит в бешенство Злую Королеву. |            |                                                    |                           |                                  |                  |                     |
| 133134 | 2122       | «The Final Battle» «Последняя битва»               | Стив ПерлманРальф Хемекер | Эдвард Китсис и Адам Хоровиц     | 14 мая 2017      | 2,95                |
| Генри просыпается в подверженном проклятию Сторибруке и обнаруживает, что Эмма находится в психиатрической больнице, а власть над городом захватила Чёрная Фея. Парень пытается помочь матери восстановить память, а Румпель пытается выяснить, что на самом деле случилось с Белль. Белоснежка, Дэвид, Реджина, Зелина и Крюк попадают в ловушку и отчаянно пытаются найти способ вернуться к Эмме и Генри. |            |                                                    |                           |                                  |                  |                     |